# Baldrame
Baldrame ou viga de fundação, é um tipo comum de fundação para pequenas edificações, considerada um tipo de fundação rasa. Constitui-se de uma viga, que pode ser de alvenaria, de concreto simples ou armado, construída diretamente no solo, que pode ter estrutura transversal tipo bloco, sem armadura transversal, dentro de uma pequena vala para receber pilares alinhados. É mais empregada em casos de cargas leves como residências construídas sobre solo firme.

## Utilização
A viga baldrame é recomendada para a construção de edificações de pequeno porte, eregidas sobre solo firme e estável. Já na construção de edifícios em concreto armado, as vigas baldrame são responsáveis por receber as cargas de paredes e outros elementos e transmiti-las aos elementos de fundação, como sapatas ou blocos de coroamento, os quais trabalham em conjunto com o baldrame para dar estabilidade ao sistema.